# 辽宋夏金元
遼宋夏金元（960年－1368年），是對遼朝（包括遼和西遼）、宋朝、西夏、金朝和元朝（包括其前身大蒙古國）之合稱，這幾個朝代分别由不同的民族所建立，遼朝爲契丹族、宋朝爲漢族、西夏爲黨項族、金朝爲女真族、蒙元爲蒙古族統治。

## 歷史
自唐朝灭亡开始，最初出現五代十國和在遼河建立的契丹。後晉建立後，兒皇帝石敬瑭割讓燕雲十六州于契丹，自此中原一直受到北方政權的威脅。

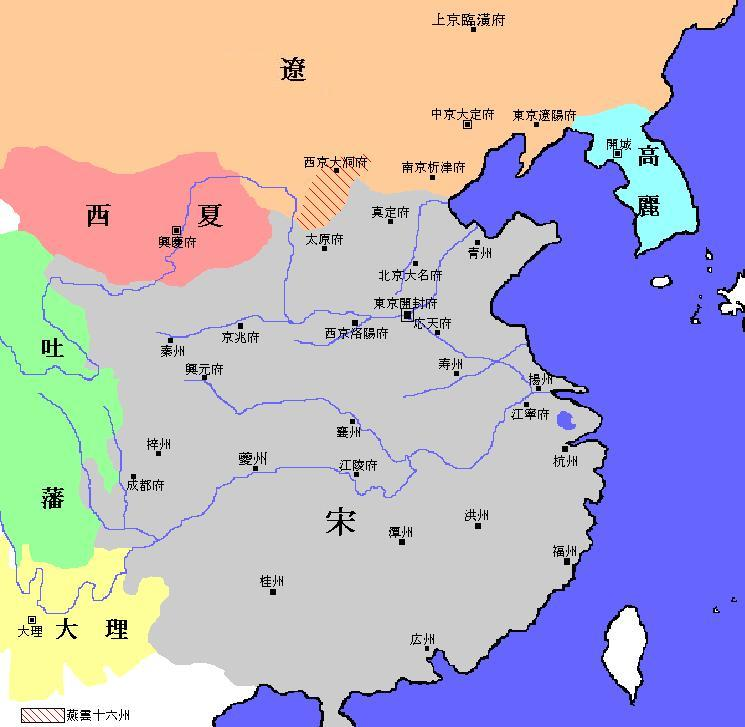
北宋、遼、西夏疆域，北宋政和元年、遼天慶元年（1111年）

960年趙匡胤建立宋朝後，經北宋統一戰爭通過「先南後北」的策略，消滅割據政權，北宋統一（除燕雲外的）全國，1004年宋與遼達成澶淵之盟，以白溝河為界，此後宋遼約120年相安無事。隨著西夏崛起，對北宋的西北構成威脅，宋夏戰爭後，西夏對宋稱臣，但對宋的西北仍構成威脅，宋夏和戰不斷，期間遼要求北宋增加歲幣，史稱慶曆增幣。

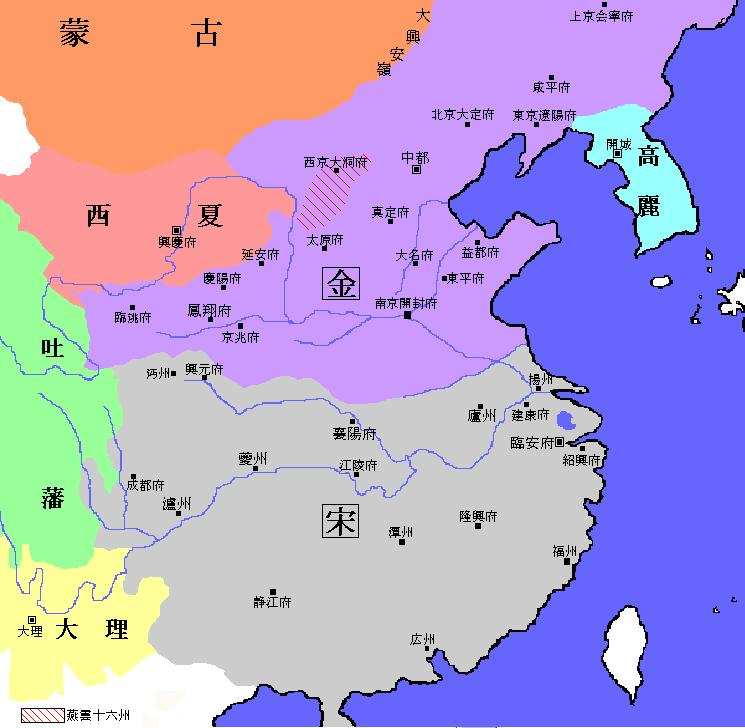
1141年《紹興和議》後，南宋、金、西夏、蒙古版圖。

金朝建立後，先滅遼朝及北宋。宣和伐遼後，1126年，金朝南侵北宋，翌年把宋朝皇室包括二帝擄往北方，北宋滅亡。在靖康之難及建炎南渡後，宋高宗在河南商丘即位，南逃揚州後在臨安（今杭州）建立南宋。經過十餘年宋金戰爭，宋金達成紹興和議，以秦嶺淮河線為界，宋金南北對峙，之後宋金和戰不斷，但基本以秦嶺淮河線為界。

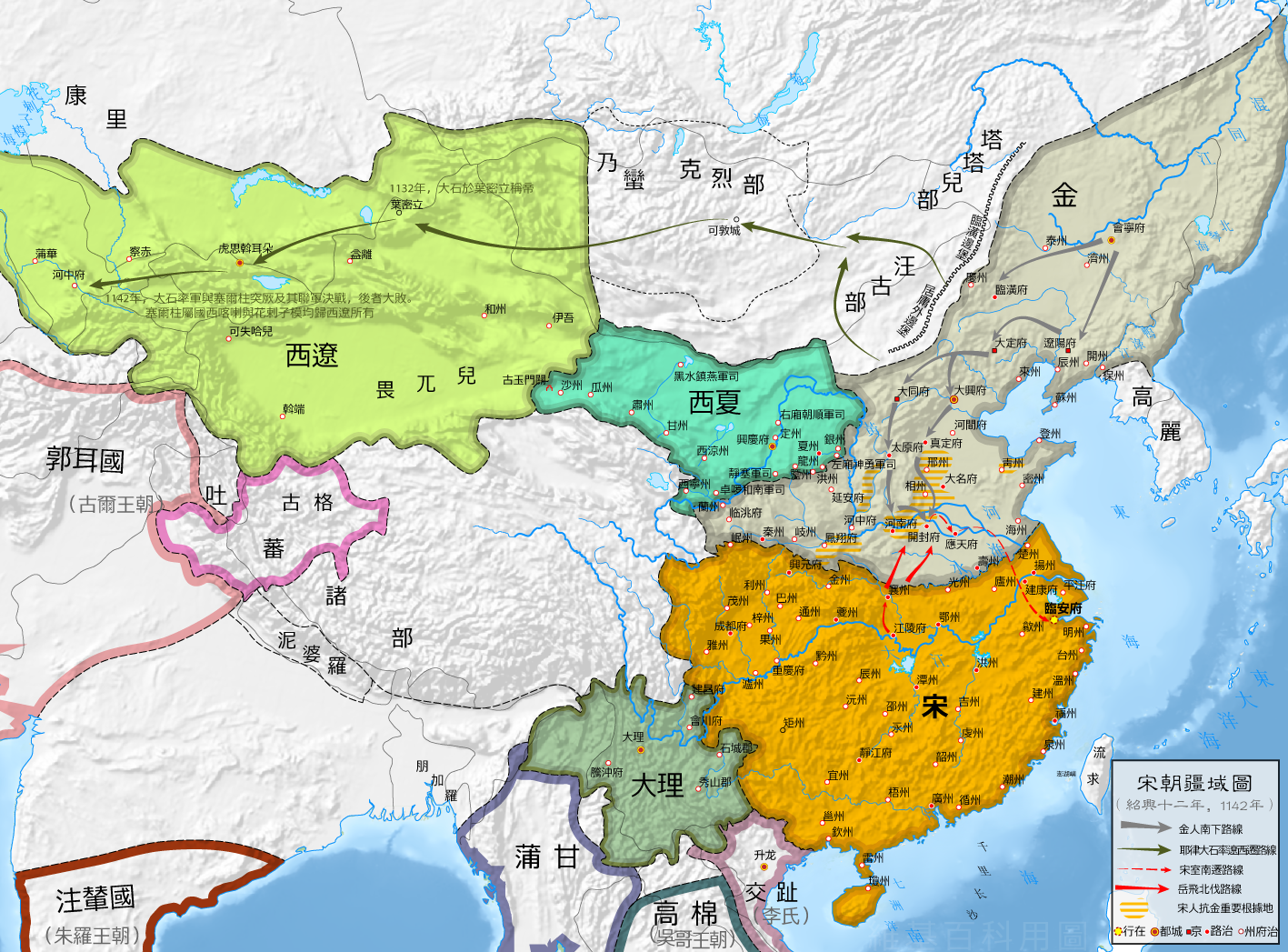
■ 1142年亞洲形勢圖，圖中淺綠部分（包括虛線部分）為西遼版圖

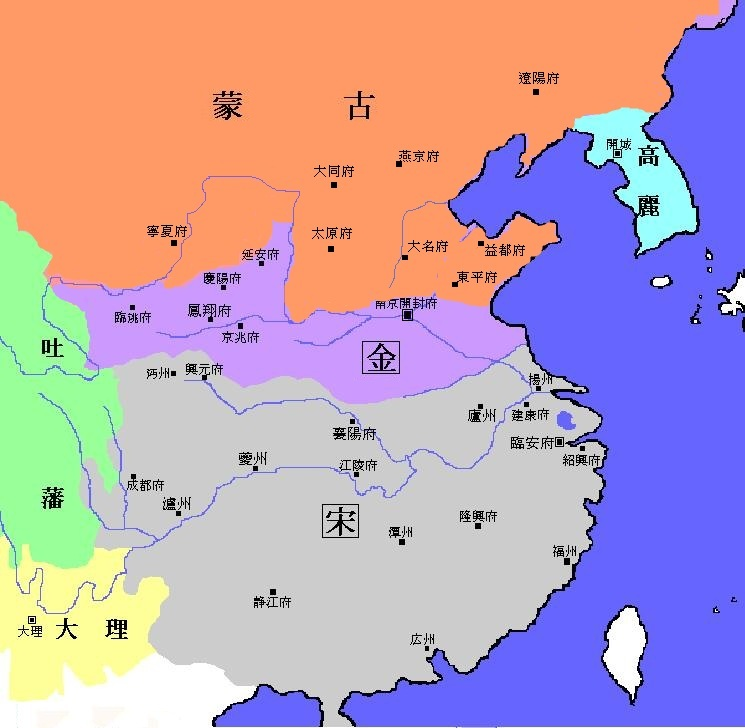
1227年南宋金蒙形勢圖，金只剩河南地與關中，同年西夏亡。

蒙古帝國崛起後，先後滅西辽、西夏和金朝。南宋聯蒙滅金後，蒙古發動宋元戰爭，45年後，消滅南宋。

## 時代性

### 特色
農業和手工業的重大發展，商品經濟的活躍，城市生活的豐富多彩和文化的高度發展是這一時期的特色。宋元時期海外貿易繁盛，与歐亞非各國經濟文化交流頻繁。

## 參加文獻

### 引用
1. ↑  . 中国国家博物馆.   [2019-05-29]. （原始内容存档于2020-02-13）.